# Tihanyi levendulás
A tihanyi levendulás, a Tihanyi-félszigeten elterülő, Magyarország első ipari célú nagy levendulaültetvénye, melynek köszönhetően a levendula napjainkra meghatározó szimbóluma lett, mind Tihanynak mind a félszigetnek.

## A levendulás története
1920-as évek közepén Bittera Gyula – korának neves gyógynövényszakértője – telepítette az első levendulás ültetvényt, egyenesen Franciaországból hozott szaporítóanyaggal. Addig Magyarországon csak a középkori kolostorkertekből volt ismert a levendula. Ez volt az első ipari célú nagy levendulaültetvény-telepítés. A tihanyi apátságtól bérelt egy területet, ezen próbálkozott meg francia mintára a levendulatermesztéssel. Sikerét bizonyítja, hogy a Tihanyban aratott levendula illóolaj tartalma magasabb volt, mint a franciáé. A tihanyi levendula sikerét az is jelzi, hogy még a tőzsdén is jegyezték. Bittera Gyula a sikereken felbuzdulva mintegy 100 hektárra növelte a telepítés nagyságát. A második világháború előtt keserűmandulát ültettek a levendulasorok közé, ezekből egypár öreg fa még ma is látható az ó-levendulásban.
A 60-as évektől aztán a kommunizmus alatt, ahogy az egész ország, úgy a világhírű tihanyi levendulás is pusztulásnak indult. Nagy részét beszántották és szőlőt telepítettek helyére, a megmaradt 20 hektár pedig művelés hiányában elvadult.
A területen 1986 óta újraindult a levendula termesztés. Zátonyi Zsigmond és Zátonyi Szilárd vette bérbe a Közép-dunántúli Természetvédelmi Hivataltól, majd 1997-től a Balaton-felvidéki Nemzeti Parktól az egykor művelt, majd sokáig gondozatlanul hagyott ültetvényt. 1995-ben az öreg levenduláson kívül új területen kezdték meg a levendulatelepítést. A Külső-tóval szemben lévő hét hektáros ültetvény nyár közepén kellemes látvánnyal fogadja a félszigetre érkezőket. Az egykori lucernás fokozatos betelepítésével napjainkban már közel harminc hektáron folyik levendulatermesztés a félszigeten.

## Aratás
Az aratás során begyűjtött virágból száraz csokrok készülnek. A virágot a Belső-tónál lévő művésztelep nádfedeles pajtájában szárítják mintegy két hétig, majd csokrok illetve illatzsákok formájában értékesítik. Július közepén kerül sor a második aratásra, ugyanis a virágmag csak addigra érik be, és akkor lesz alkalmas olajlepárlásra. Jelenleg a lepárlás Kerepestarcsán történik, de a nemzeti parkkal közösen beadott pályázat keretében remélik, hogy a közeljövőben sikerül Tihanyban létesíteni egy lepárló üzemet, ami egyrészt a helyi lakosság számára munkalehetőséget, ugyanakkor turisztikai látványosságot is jelentene.

## Éghajlati adottságok
Tihany a speciális, félsziget-jellegének köszönhetően a mérések szerint az egyik leggazdagabb hely Magyarországon a napsütéses órák számát tekintve, míg a csapadékmennyiségéről pont az ellenkezője mondható el. Ez a fél-mediterrán éghajlat, a déli fekvés és a vulkáni alapkőzet kiváló körülményeket nyújt a levendulának. Így vált a Tihanyban telepített levendula világhírűvé, mivel minőségét tekintve még a Franciaországban termesztett levendulánál is jobb lett.

## Korabeli dokumentumok
|  |  |  |

## A levendula felhasználása
A levendulának hazánkban gyakorlatilag nincs kártevője, így a területen nem kell vegyszerezést alkalmazni. Az egyetlen „ellenség” a gyom, ez ellen pedig egyrészt kaszálással, az öreg levendulásban pedig juhokkal védekeznek. Egy-egy bokor akár tíz évig is folyamatos gazdag „termést” hoz, de tízévente erősen vissza kell vágni, mert elfásodik és csökken a hozama. Az aratás sarlóval, illetve sövényvágóval történik.
Tihanyban nem csak ezen a két nagy kiterjedésű területen találkozhatunk ezzel a közkedvelt növénnyel, hanem a házak között járva a kertek és az utcák igen látványos díszeként is. Magyarországon egy-két nagyobb méretű levendulatermesztési kísérlettől eltekintve nem sokan foglalkoznak ezzel a növénnyel, holott a kereslet nagy. Száraz virágként molyűző hatása, olajként pedig gyulladáscsökkentő, nyugtató hatása miatt a népi gyógyászatban, szappankészítésben és a napjainkban felerősödő természetgyógyászatban előszeretettel alkalmazzák.

## Levendula Fesztivál
A június-július fordulóján virágzó levendulaültetvény különleges látnivaló a Balaton partján. Állítólag ilyenkor lepkevölggyé változik az egész tihanyi belső sziget. A virágzás idején szakemberek kalauzolásával szerveznek nyílt túrákat a Tihanyi-félszigeten található Levendula mező megtekintésére.
A levendula fontos és kiemelt szerepet játszik Tihany életében, mai napig jeles hagyományai vannak a levendula termesztésének és feldolgozásának. E nemes növény tiszteletére rendezik meg a Belső-tó partján évről évre a Levendula Fesztivált, mely lehetőséget nyújt a helyi amatőr művészeti csoportok fellépésének is. Fontos szerepet játszik a rendezvényen a népművészeti kirakodóvásár, kézműves játszóház, ahol elsősorban a levendula feldolgozásának különböző módjait ismerhetik meg a látogatók.